# Ріп'євка (Чишминський район)
Рі́п'євка (рос. Репьевка, башк. Репьевка) — присілок у складі Чишминського району Башкортостану, Росія. Входить до складу Ібрагімовської сільської ради.
Населення — 21 особа (2010; 31 у 2002).
Національний склад:
- росіяни — 71 %
- татари — 26 %